# Arbeitsplattformnetz
Ein Arbeitsplattformnetz ist eine horizontale komfortabel begehbare Arbeitsplattform, in die Dach-/Tragkonstruktion eingespannte, engmaschige (45 mm Maschenweite), knotenlose, doppelfonturig hergestellte Netze nach DIN EN 1263-1, die zusätzlich durch eingeflochtene und verspannte Traversgurte (redundantes System im Raster 2 m) und zusätzliche Spanngurten (Spannset alle 0,5 m im Randbereich) aufgebaut ist.
In den Randbereichen muss die Arbeitsfläche mit Randabsturzsicherungen ergänzt sein.
Unter dieser Arbeitsplattform wird meistens noch ein feinmaschiges Materialfangnetz (Maschenweite 2 mm) eingebaut um evtl. herabfallende Kleinteile aufzufangen.
Hauptsächlich werden Arbeitsplattformnetze im Baugewerbe bei Montagen im großen Höhen verwendet. Hierbei können sehr große Flächen  mit relativ wenig Masse sicher begehbar gemacht werden. Sie wurden für den Bau von Folien und Membrandachflächen entwickelt, werden aber inzwischen für viele Sicherungs-, Montage- und Wartungsarbeiten eingesetzt. Eine weitere Nutzung gibt es in der Biologie bei der Erforschung oberer Baumebenen.
In Deutschland wurden sie 2004 für den Bau der ETFE-Kissen-Hülle der Allianzarena München von der Firma Membranteam GmbH entwickelt. In enger Zusammenarbeit mit der BG wurde daraus die BGI 662 geschrieben, welche den Regel-Aufbau beschreibt.
Die Vorteile eines Arbeitsplattformnetzes bestehen darin, dass der Boden unterhalb des Arbeitsbereichs nicht durch Arbeitsbühnen versperrt oder gefährdet wird, dass gleichzeitig an vielen Stellen der Vernetzung gearbeitet werden kann, eine weitestgehende Lichtdurchlässigkeit und ein relativ niedriges Gewicht bestehen.
Zu beachten ist, dass relativ große Kräfte in die tragende Konstruktion eingeleitet werden und diese durch die hohe Vorspannung für die Arbeitsplattform deutlich höher sind, als die einer reinen  Sicherheitsnetzlösung als Absturzsicherung.
Diese Kräfte müssen unter Umständen durch Behelfskonstruktionen ausgeglichen werden. Eine statische Beurteilung der Einbausituation durch den Fachingenieur ist notwendig.

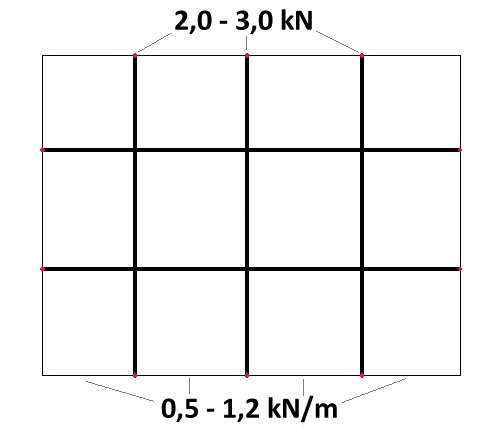
Krafteintragung in die vorhandene Baukonstruktion

Auftretende Kräfte im Randbereich und durch die Traversgurte der Arbeitsplattformnetze in die Tragstruktur:	
Krafteintrag an den Dübelpunkten und den Konsolen der Stahlkonstruktion (Traversgurt-Anschlagpunkte) max. 8 kN im Volllastfall (Überlastung des Netzes). Normaleintrag 2,0 kN – 3,0 kN beim Benutzen der Netzfläche im Bereich des Lasteintrags durch Mensch und Material.
Normen und Vorschriften, welche die Arbeit mit Arbeitsplattformnetzen behandeln, sind die BGI 662 (Handlungsanleitung für den Umgang mit Arbeitsplattformnetzen) sowie BGR 179 (Einsatz von Schutznetzen) und  BGR 198/199 (Richtlinien rund um Arbeiten in Höhen).